# John Sjöqvist
Ej att förväxla med läkaren och professorn John Sjöquist (född 1924)
John August Sjöqvist, född 18 april 1863 i Stockholm, död där 14 december 1934, var en svensk läkare och professor. Han var far till Olof Sjöqvist.

## Biografi
Sjöqvist var son till landskamreraren Olof August Sjöqvist och Mina Grape samt gift med grevinnan Maria Lovisa von Hermansson. Han avlade mogenhetsexamen i Örebro 1884, blev därefter vid Karolinska institutet medicine kandidat 1888 och medicine licentiat 1893. Efter att 1895 där ha disputerat på avhandlingen Physiologisch-chemische Beobachtungen über die Salzsäure promoverades han i Uppsala till medicine doktor. Han förordnades 1895 till docent i medicinsk kemi vid Karolinska institutet och var 1918–1928 professor i kemi och farmaci vid samma institut. Han var även badläkare i Särö 1894–1896, i Södertälje 1897–1900 och vid Ronneby brunn 1901–1907 och 1924–1929.
Sjöqvist utövade en omfattande verksamhet som specialist i matsmältningsorganens sjukdomar. Redan 1888 offentliggjorde han sin metod att bestämma fri saltsyra i maginnehåll, vilken metod vann vidsträckt användning, och utgav tillsammans med Karl Axel Hampus Mörner Eine Harnstoffbestimmungsmethode (1890). Han var ledamot av den medicinska Nobelkommittén 1918–1928, av farmakopékommittén från 1920 (ordförande från 1928), av styrelsen för Farmaceutiska institutet från 1926 (vice ordförande från 1933) med mera. Sjöqvist är begravd på Gunnilbo kyrkogård.

## Utmärkelser
- Kommendör av andra klassen av Vasaorden, 5 september 1927.[2]
- Riddare av Nordstjärneorden, 1907.[3]